# 牛川乡
牛川乡，曾是中华人民共和国山西省晋中市和顺县下辖的一个乡镇级行政单位。2021年5月，撤销牛川乡，整建制并入李阳镇。

## 行政区划
牛川乡下辖以下地区：
牛川村、高邱村、北高邱村、南庄村、崔家坪村、上松沟村、下松沟村、吕家沟村、化南沟村、梁家沟村、黄岭村、下黄岩村、其林台村、岭南村和陈家庄村。